# État d'Yaracuy
Pour les articles homonymes, voir Yaracuy.
Yaracuy est l'un des 23 États du Venezuela, traversé par la rivière Yaracuy. En 2011, sa population s'élève à 600 852 habitants. Sa capitale est San Felipe.

## Étymologie
Le mot yaracuy provient des mots des langues jirajaranes yara ou yarai signifiant « prendre de l'eau » et cuí ou cu-í signifiant « au loin » ou « de loin » de sorte que yaracuy signifie « prendre de l'au au loin » ou « prendre de l'eau de loin ».

## Histoire

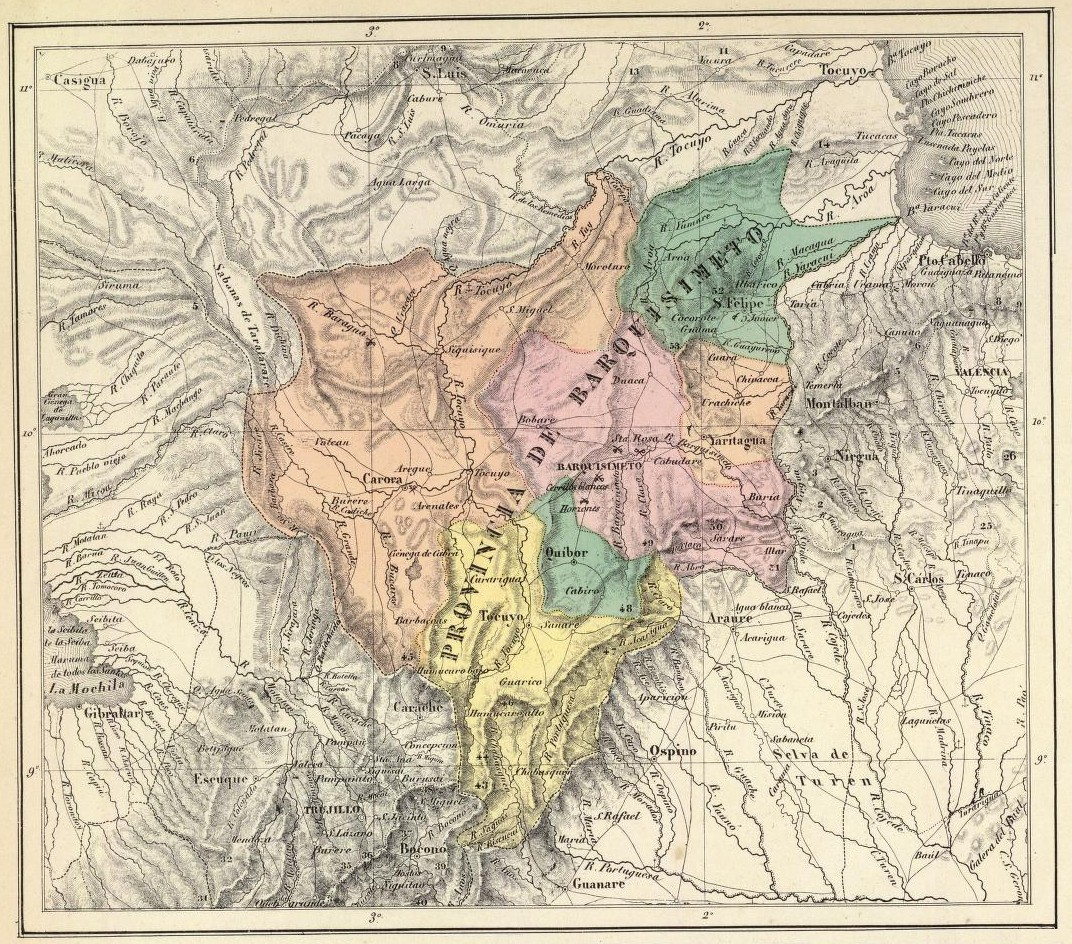
La province de Barquisimeto en 1840.

L'histoire écrite d'Yaracuy commence en 1530 avec le passage de l'explorateur et chroniqueur allemand Nikolaus Federmann (1505-1542), lieutenant du gouverneur Welser d'Augsbourg.
Pendant l'époque de domination espagnole, le territoire est intégré à la province de Caracas. À l'indépendance en 1811, l'Yaracuy est intégré à la province de Barquisimeto, puis le 23 juin 1824, fusionne avec la province de Carabobo. De nouveau, le 29 mai 1832, il est intégré à la province de Barquisimeto.
Ce n'est qu'en 1855 qu'apparaît pour la première fois la province d'Yaracuy, composées des cantons de Nirgua, San Felipe et Yaritagua, avec San Felipe comme capitale.
En 1859, c'est le deuxième territoire a acquérir le statut d'État avec l'avènement de la guerre fédérale, statut confirmé seulement en 1864 avec le triomphe de la révolution.
Jusqu'au début du 20e siècle, le territoire dépend du Grand État de Lara et n'obtient son statut actuel qu'en 1909.

## Géographie

### Transports

#### Transport routier
L’État de Yaracuy est traversé par deux routes nationales; la route nationale 1 et la route nationale 11. La première fait partie de la route panaméricaine et son tracé va vers le sens nord-est - sud-ouest par l’autoroute Centre-ouest "Rafael Caldera" reliant les États Carabobo et Lara. La deuxième route est parallèle à la première et passe par le sud de l’État reliant les villages de Chivacoa et Nirgua.

#### Transport fluvial
Les fleuves les plus importants appartiennent au bassin des Caraïbes et sont Yaracuy et Aroa, tous deux avec un parcours supérieur à 130km. La rivière Yaracuy traverse les États Yaracuy et Carabobo, où elle forme le ravin d’Urachiche, et possède les caractéristiques d’une rivière de plaine. Il reçoit de nombreux courants fluviaux, comme Quebrada Grande, Guama, Yurubí, Agua Blanca et Taría, entre autres. La rivière Aroa prend sa source à 1200 m d’altitude, sur le versant nord de la colline Palo Negro, au nord de l’État. Son bassin versant couvre une superficie de 2402 km2, situé entre les bassins de la rivière Tocuyo, au nord et à l’ouest, et celui de la rivière Yaracuy, au sud et à l’est.

#### Transport ferroviaire
L’État de Yaracuy possède sur son territoire le système ferroviaire du centre-ouest qui consiste en un chemin de fer reliant les États de Lara et du Portuguesa au port de Puerto Cabello. Ce système a été construit dans les années 50 et partiellement paralysé à la fin des années 90, actuellement son utilisation est seulement pour le transport de marchandises et a des sections abandonnées.

#### Transport aérien
Actuellement, l’État a l’aéroport international Sub Lieutenant Nestor Arias (SVSP) (SNF) qui est situé au sud de la ville de San Felipe.

## Démographie, société et religions

### Démographie
Selon l'Institut national de la statistique (Instituto Nacional de Estadística en espagnol), la population a augmenté de 20,39 % entre 2001 et 2011 et s'élève à 600 852 habitants lors de ce dernier recensement :
| 2001    | 2011    |
| ------- | ------- |
| 499 049 | 600 852 |

## Administration et politique

### Subdivisions
L'État est divisé en 14 municipalités totalisant 12 divisions territoriales dont 7 paroisses civiles et 5 « capitales », ou « parroquia capital », en espagnol. En effet, dans la majorité des municipalités de l'État, la législation n'accorde pas de type de nom particulier à la division correspondant au territoire où se situe son chef-lieu ; l'Institut national de la statistique du Venezuela a créé le terme de « parroquia capital », ici traduit par le terme « capitale » à cette fin ; cette division territoriale et statistique est identifiée dans ce présent tableau par le nom en italiques suivi d'une astérisque :
| Municipalité       | Localisation | Chef-lieu       | Nombre de divisions territoriales (paroisses civiles + « capitales ») | Paroisses civiles (capitales)                                             | Population (2001) | Population (2011) |
| ------------------ | ------------ | --------------- | --------------------------------------------------------------------- | ------------------------------------------------------------------------- | ----------------- | ----------------- |
| Arístides Bastidas |              | San Pablo       | 0                                                                     | (aucune)                                                                  | 16 839            | 20 485            |
| Bolívar            |              | Aroa            | 0                                                                     | (aucune)                                                                  | 25 926            | 31 185            |
| Bruzual            |              | Chivacoa        | 2 (1 + 1)                                                             | Campo Elías (Campo Elías) Capitale Bruzual * (Chivacoa)                   | 59 059            | 69 732            |
| Cocorote           |              | Cocorote        | 0                                                                     | (aucune)                                                                  | 35 668            | 41 481            |
| Independencia      |              | Independencia   | 0                                                                     | (aucune)                                                                  | 46 191            | 57 811            |
| José Antonio Páez  |              | Sabana de Parra | 0                                                                     | (aucune)                                                                  | 15 101            | 19 673            |
| La Trinidad        |              | Boraure         | 0                                                                     | (aucune)                                                                  | 13 258            | 17 200            |
| Manuel Monge       |              | Yumare          | 0                                                                     | (aucune)                                                                  | 10 600            | 13 180            |
| Nirgua             |              | Nirgua          | 3 (2 + 1)                                                             | Capitale Nirgua * (Nirgua) Salom (Salom) Temerla (Temerla)                | 51 267            | 58 932            |
| Peña               |              | Yaritagua       | 2 (1 + 1)                                                             | Capitale Peña * (Yaritagua) San Andrés (Cambural)                         | 81 518            | 101 620           |
| San Felipe         |              | San Felipe      | 3 (2 + 1)                                                             | Albarico (Albarico) Capitale San Felipe * (San Felipe) San Javier (Marín) | 86 169            | 100 759           |
| Sucre              |              | Guama           | 0                                                                     | (aucune)                                                                  | 15 974            | 18 988            |
| Urachiche          |              | Urachiche       | 0                                                                     | (aucune)                                                                  | 18 210            | 21 966            |
| Veroes             |              | Farriar         | 2 (1 + 1)                                                             | Capitale Veroes * (Farriar) El Guayabo (Casimiro Vásquez)                 | 23 269            | 27 840            |
| Total              |              |                 | 7 + 5                                                                 |                                                                           | 499 049           | 600 852           |

### Organisation des pouvoirs
Le pouvoir exécutif est l'apanage du gouverneur. L'actuel gouverneur est Julio León depuis le 4 décembre 2008.
| Photo | Scrutin | Période                               | Nom du gouverneur     | Parti politique | Résultat électoral | Notes                                                  |
| ----- | ------- | ------------------------------------- | --------------------- | --------------- | ------------------ | ------------------------------------------------------ |
|       | 1989    | 1990 - 1992                           | Nelson Suárez Montiel | Copei           | 42.83 %            | Premier gouverneur élu                                 |
|       | 1992    | 1992 - 1996                           | Nelson Suárez Montiel | Copei           | 66.43 %            |                                                        |
|       | 1995    | 1996 - 1998                           | Eduardo Lapi          | CN              | 45.77 %            |                                                        |
|       | 1998    | 1998 - 2000                           | Eduardo Lapi          | CN              | 56.00 %            |                                                        |
|       | 2000    | 2000 - 2004                           | Eduardo Lapi          | CN              | 51.32 %            |                                                        |
|       | 2004    | 2004 - 2007                           | Carlos Giménez        | Podemos         | 50.73 %            | Destitué pour faits de corruption durant son mandat.   |
|       | -       | 2007 - 2008                           | Alex Sánchez          | MVR             | -                  | intérim à la suite de la destitution de Carlos Giménez |
|       | 2008    | 4 décembre 2008 - 2012                | Julio León            | PSUV            | 57.83 %            |                                                        |
|       | 2012    | 2012 - 2017                           | Julio León            | PSUV            | 61.48 %            | Réélu                                                  |
|       | 2017    | 2017 - 21 novembre 2021               | Julio León            | PSUV            | 62.13 %            | Réélu                                                  |
|       | 2021    | Depuis le 22 novembre 2021 (en cours) | Julio León            | PSUV            | 45.89 %            | Réélu, actuel gouverneur                               |

## Sources
- (es) Cet article est partiellement ou en totalité issu de l’article de Wikipédia en espagnol intitulé « Estado Yaracuy » (voir la liste des auteurs).

- (es) Cet article est partiellement ou en totalité issu de l’article de Wikipédia en espagnol intitulé « Gobernador de Yaracuy » (voir la liste des auteurs).